# Isla Sido
Sido (en coreano: 시도; también conocida como Salseom) es una isla frente a la costa de Incheon, en el país asiático de Corea del Sur. Tiene una superficie de 2,46 km² y está habitada por 238 personas (en 1999), que en su mayoría trabajan como pescadores. Yeondo-kyo, un puente que conecta Sido y Sindo, fue terminado en el año 1992.
Sido y Sindo forman parte de Bukdo-myeon, en el condado de Ongjin, de la Ciudad Metropolitana de Incheon.